# Malansac
Malansac [malɑ̃sak] je francouzská obec v departementu Morbihan v regionu Bretaň.

## Poloha
Malansac se nachází v jihovýchodní části Bretaně. Obklopují ho obce Saint-Gravé na severu, Peillac na severovýchodě, Saint-Jacut-les-Pins na východě, Saint-Gorgon na jihovýchodě, Caden na jihu, Limerzel na jihozápadě, Pluherlin na západě a Rochefort-en-Terre na severozápadě.

## Vývoj počtu obyvatel
Počet obyvatel

## Historie
Obec vznikla na základě zákona ze 14. prosince 1789, který zřizoval obce podle bývalých farností. Od 18. století do počátku 20. století byl Malansac známý svým hrnčířstvím.
V 60. letech zde Jacques Hervieux založil firmu Père Dodu (dnes Groupe Doux), která patří k největším zpracovatelům drůbežího masa v Evropě.

## Pamětihodnosti
- kostel Notre-Dame z roku 1694, zvonice přestavěna 1858, retabulum z roku 1654
- Kalvárie, podstavec z roku 1807, ale kříž sám staršího data, na jeho dříku zobrazen sv. Jakub, neboť Malansac leží na svatojakubské cestě do Compostely
- bývalé hrnčířské pece
- budova nádraží z roku 1862
- kaple Saint-Jean-Baptiste ze 16. století
- Parc de Préhistoire de Bretagne